# Demeter Popovici

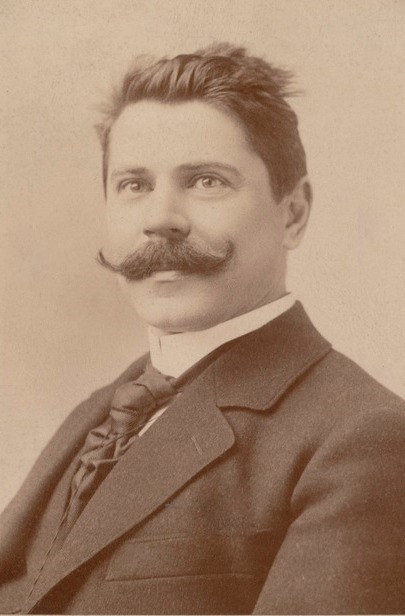
Demeter Popovici (vor 1896)

Demeter Popovici, ursprünglich Dimitrie (23. Juli 1859 in Iași – 6. April 1927 in Cluj) war ein rumänischer Opernsänger der Stimmlage Bariton. Er sang an den Hofopern von Berlin, Wien und München, gastierte zweimal bei den Bayreuther Festspielen und reüssierte auch in Italien, Spanien, Russland und den Vereinigten Staaten. In späteren Jahren wirkte er als Gesangspädagoge und Operndirektor.

## Leben und Werk
Popovici absolvierte sein Gesangsstudium am Bukarester Konservatorium bei dem Pädagogen George Stephănescu und anschließend bei Silva in Venedig. 1881 debütierte er in Bukarest im rumänischen Singspiel Fata aerului von Ion Andrei-Wachmann und setzte danach seine Karriere an der Opera Națională București fort. Ursprünglich sang er im italienischen Fach, doch eine Tannhäuser-Vorstellung an der k. k. Hofoper zu Wien im Jahre 1884 hinterließ einen derart starken Eindruck, dass er sich künftig dem Wagner-Gesang widmen wollte. Er nahm seine Studien erneut auf, nunmehr bei dem berühmten Stimmbildner Joseph Gänsbacher in Wien. 1886 wurde er als Wagner-Sänger an das Deutsche Landestheater in Prag verpflichtet und blieb dort bis 1895 Ensemblemitglied. Er konnte sich in Prag als Heldenbariton im gesamten Wagner-Fach bewähren – in der Titelpartie des Fliegenden Holländers, als Wolfram im Tannhäuser, als Hans Sachs in den Meistersingern von Nürnberg und als Wotan im Ring des Nibelungen.
1894 wurde er von Cosima Wagner als Friedrich von Telramund für die Erstaufführung des Lohengrin bei den Bayreuther Festspielen verpflichtet, in einer Inszenierung von Cosima Wagner und unter der musikalischen Leitung von Felix Mottl. Seine Partnerinnen waren Lillian Nordica (als Elsa) und Marie Brema (als Ortrud). In der Titelpartie wechselten einander Emil Gerhäuser, Ernest van Dyck und Wilhelm Birrenkoven ab. Auch die Rolle des Königs Heinrich war dreifach besetzt – mit Georg Döring, Carl Grengg und Max Mosel. Nach seinem Abschied von Prag im Jahr darauf kam es zu einer internationalen Karriere, ohne festes Engagement an einem bestimmten Opernhaus.
1895 und 1896 reüssierte er mit Wagner-Partien in Nordamerika, die Tournee wurde von der Damrosch Opera Company organisiert. 1896 war er an der Berliner Hofoper verpflichtet. Dokumentiert sind zwei Abende an der k. k. Hofoper zu Wien im Dezember 1897 – am 14. als Friedrich von Telramund in Lohengrin und am 27. als Nelusko in Meyerbeers Afrikanerin. 1898 gastierte er am Stadttheater Hamburg, 1899 wurde er erneut zu den Bayreuther Festspielen eingeladen und übernahm dort den Alberich im Ring des Nibelungen und Klingsor in Parsifal. Auf Vorschlag Cosima Wagners nannte er sich forthin Demeter Popovici-Bayreuth. 1899–1900 war er an der Münchner Hofoper verpflichtet, 1901 gastierte er als Telramund in Amsterdam. Weitere Verpflichtungen führten ihn an die Mailänder Scala und nach Florenz, an die großen Opernhäuser in Spanien und nach Russland. Während seiner Gastspieltätigkeit hatte er seinen ständigen Wohnsitz in Wien. Er korrespondierte mit dem österreichischen Musikschriftsteller Theodor Helm (1843–1920) und mit Adolf von Gross (1845–1931), dem langjährigen Finanzverwalter der Bayreuther Festspiele.
1905 erhielt er eine Professur am Bukarester Konservatorium, welches zeitweilig unter seiner Leitung stand. Zu seinen Schülern zählten zwei später erfolgreiche Tenöre, Nico Apostolescu und Emil Marinescu. Später wurde er zum Direktor des Opernhauses von Cluj ernannt. Seine Tochter Lilli Popovici wurde Schauspielerin.